# 概マシュー作用素
数理物理学の分野における概マシュー作用素（がいマシューさようそ、英: almost Mathieu operator）とは、量子ホール効果の研究に現れる、次のような作用素のことを言う。
{\displaystyle [H_{\omega }^{\lambda ,\alpha }u](n)=u(n+1)+u(n-1)+2\lambda \cos(2\pi (\omega +n\alpha ))u(n).\,}
この作用素はヒルベルト空間 {\displaystyle \ell ^{2}(\mathbb {Z} )} 上で自己共役作用素として働く。ここで {\displaystyle \alpha ,\omega \in \mathbb {T} ,\lambda >0} はパラメータである。純粋数学の分野では、この作用素の重要性は、エルゴード的なシュレーディンガー作用素のよく知られた例であるという事実に起因する。例えば、（今ではすべて解かれた）シュレーディンガー作用素に関するバリー・サイモンの「21世紀のための」15の問題は、概マシュー作用素を取り上げたものであった。
{\displaystyle \lambda =1} に対して、概マシュー作用素はしばしばハーパーの方程式（Harper's equation）と呼ばれる。

## スペクトルのタイプ
{\displaystyle \alpha } が有理数であるなら、{\displaystyle H_{\omega }^{\lambda ,\alpha }} は周期作用素であり、したがってフロケ理論によりそのスペクトルは純粋に絶対連続である。
{\displaystyle \alpha } が無理数である場合を考える。変換 {\displaystyle \omega \mapsto \omega +\alpha } は極小であるので、{\displaystyle H_{\omega }^{\lambda ,\alpha }} のスペクトルは {\displaystyle \omega } には依存しない。一方、エルゴード性より、そのスペクトルの絶対連続な部分、特異連続な部分および純点部分はほとんど確実にx {\displaystyle \omega } に独立である。今、次の関係が知られている。
- {\displaystyle 0<\lambda <1} なら、{\displaystyle H_{\omega }^{\lambda ,\alpha }} は確実に純粋に絶対連続なスペクトルを持つ[2]（これはサイモンの問題の一つであった）。
- {\displaystyle \lambda =1} なら、{\displaystyle H_{\omega }^{\lambda ,\alpha }} はほとんど確実に純粋に特異連続なスペクトルを持つ[3]（まれなパラメータに対して固有値が存在し得るかは知られていない）。
- {\displaystyle \lambda >1} なら、{\displaystyle H_{\omega }^{\lambda ,\alpha }} はほとんど確実に純点スペクトルを持ち、アンダーソン局在を起こす[4]（「ほとんど確実に」を「確実に」に変えることは出来ないことが知られている[5][6]）。

{\displaystyle \lambda \geq 1} の時は、スペクトル測度が特異となることが従う（ラストとサイモンの業績による）。これは、
{\displaystyle \gamma (E)\geq \max\{0,\log(\lambda )\}\,}
で与えられるリアプノフ指数 {\displaystyle \gamma (E)} の下界より従う。
この下界は、Aubry と André のほとんど厳密な早期の議論の後に、Avron、サイモンおよび Michael Herman によって示された。実際、{\displaystyle E} がスペクトルに属する時、この不等式は等式（Aubry-André の公式）になるが、これは Jean Bourgain と Svetlana Jitomirskaya によって示された。

## スペクトルの構造

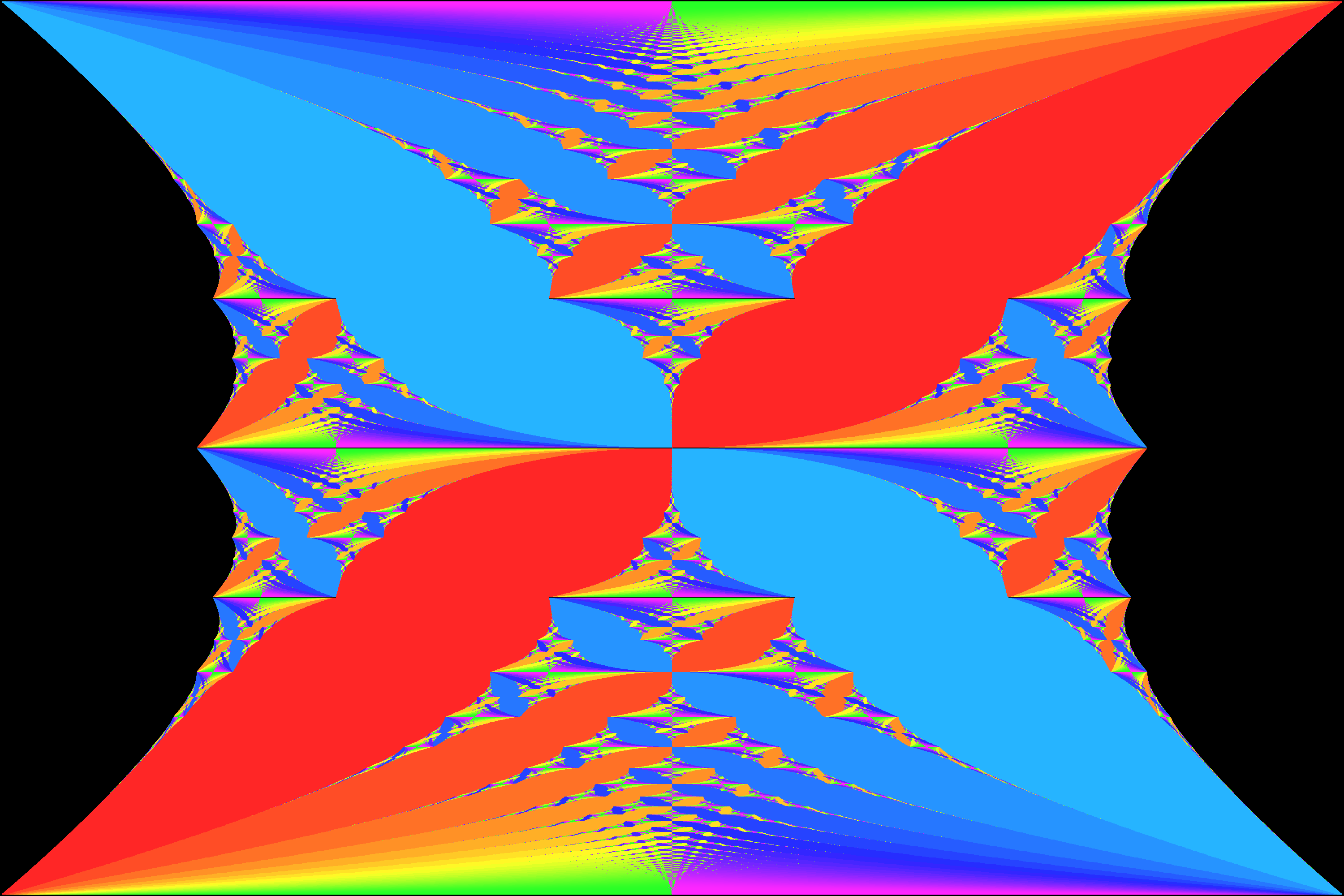
ホフスタッターの蝶

概マシュー作用素のその他の目立った特徴として、すべての無理数 {\displaystyle \alpha } および {\displaystyle \lambda >0} に対してスペクトルがカントール集合となることが挙げられる。この事実は Avila および Jitomirskaya によって、有名な "Ten Martini Problem" を解く際に示された。この問題はサイモンの問題の一つでもあり、（パラメータに関する一般性およびほとんど確からしさを含む）いくつかの先行結果ののちに解決された。
また、概マシュー作用素のスペクトルの測度は、すべての {\displaystyle \lambda >0} に対して
{\displaystyle Leb(\sigma (H_{\omega }^{\lambda ,\alpha }))=|4-4\lambda |\,}
で与えられることが知られている。{\displaystyle \lambda =1} に対して、スペクトルは測度ゼロを意味する（これはダグラス・ホフスタッターによって初めて提唱され、のちのサイモンの問題の一つとなった）。{\displaystyle \lambda \neq 1} に対する式は、Aubry および André によって数値的に発見され、Jitomirskaya と Krasovsky によって解かれた。
{\displaystyle \lambda =1} に対するスペクトルの研究は、ホフスタッターの蝶を導くものである。このときそのスペクトルは集合として表される。